# 今すぐKiss Me
「今すぐKiss Me」（いますぐキス・ミー）は、日本のロックバンド・LINDBERG通算2枚目のシングル。1990年2月7日発売。発売元は徳間ジャパンコミュニケーションズ。

## 解説
- フジテレビ系月曜9時枠のドラマ『世界で一番君が好き!』（1990年1月～3月放送）の主題歌に起用された。同曲が流れるオープニング映像では、歌詞通りに主演の浅野温子と三上博史のキスシーンが使用されていた。
- オリコンヒットチャートで1位を獲得（1990年3月5日から1週おきに計3回1位を獲得）。1990年の年間シングルヒットチャートでも第3位を記録した。LINDBERGの初ヒットにして、最大のヒットとなった[1]。
- シングル発売後、程なく発売されたアルバム『LINDBERG III』に収録され、アルバムもオリコンアルバムヒットチャートで1位を獲得した。
- カップリング曲は、アルバム『LINDBERG I』収録曲。
- 「今すぐKiss Me - 20th -」は2009年のドラマ『コンカツ・リカツ』の主題歌となっており、『LINDBERG XX』に収録されている。
- 本作は、アナログ盤(EP)も存在する。
- 群馬県内を走る東武鉄道小泉線、西小泉駅の発車メロディに本作が採用されている。東武鉄道によると、本作と西小泉駅を関連付けるようなエピソードはなく、選曲理由は不明とされている[2]。

## 収録曲
全作詞：朝野深雪
1. 今すぐKiss Me（3:32）
  - 作曲：平川達也、編曲：井上龍仁
2. STEP IN NOW（4:06）
  - 作曲：井上龍仁、編曲：LINDBERG・井上龍仁

## 収録アルバム
- LINDBERG III [注釈 1]
- FLIGHT RECORDER 1989-1992 -little wing-[注釈 2]
- SINGLES -FLIGHT RECORDER II-
- BEST -FLIGHT RECORDER III-[注釈 3]
- WORKS -COMPOSER'S BEST-[注釈 4]
- FINAL BEST [注釈 5]
- FLIGHT RECORDER -FINAL MEMORIES- [注釈 6]
- GOLDEN☆BEST リンドバーグ EARLY FLIGHT
- LINDBERG XX [注釈 7]

## カヴァー
- 2008年
  - 平田裕香（シングル『恋のダイヤル6700』に収録）
  - Salon（アルバム『My Time』に収録）
  - Mi（アルバム『I Love Music〜Mi Best Collection〜』に収録）
- 2009年
  - ファイテンション☆テレビのモデル三人組『merry merry Boo』（配信シングル）
  - 美吉田月（アルバム「Ska Flavor#2」に収録）
- 2010年
  - 広瀬香美（アルバム「DRAMA Songs」に収録）
  - JURIAN BEAT CRISIS（アルバム「JURIAN BEAT CRISIS」に収録）
- 2011年
  - 中川翔子（ミニアルバム「しょこたん☆かばー4」に収録。またFNS歌謡祭で渡瀬マキとコラボした。）
- 2015年
  - Against The Current（ネット配信アルバム「Gravity」に収録。歌詞は英語。）
- 2019年
  - Ryuchell（アルバム「SUPER CANDY BOY」に収録）
- 2021年
  - カミングフレーバー（1stミニアルバム「かみふれ！」に収録）
- 2022年
  - 錦木千束（声：安済知佳）（テレビアニメ『リコリス・リコイル』BD / DVD第2巻特典CDに収録）

## 関連人物
- 浅野温子
- 三上博史
- 工藤静香